# Bertula grimsgaardi
Bertula grimsgaardi là một loài bướm đêm trong họ Erebidae.